# Crotalaria dumosa
Crotalaria dumosa är en ärtväxtart som beskrevs av Adrien René Franchet. Crotalaria dumosa ingår i släktet sunnhampor, och familjen ärtväxter. Inga underarter finns listade i Catalogue of Life.